# Nathalie Álvarez Mesén
Pour les articles homonymes, voir Álvarez.
Nathalie Álvarez Mesén est une réalisatrice et scénariste costarico-suédoise, née le 15 janvier 1988 à Stockholm.
Elle a remporté le prix Guldbagge de la meilleure réalisation et du meilleur scénario pour son premier long métrage, Clara Sola,.

## Biographie
Nathalie Álvarez Mesén naît en Suède. Son père est originaire d'Uruguay et sa mère est une Costaricienne qui a étudié en Russie avant de déménager en Suède.
Elle retourne au Costa Rica à l'âge de sept ans et y termine ses études secondaires.
Nathalie Álvarez Mesén commence sa carrière au théâtre au Costa Rica avant de poursuivre ses études en Suède. Elle étudie à la Fridhems folkhögskola à Svalöv entre 2008 et 2010, puis obtient un BFA en mime à l'Académie des arts dramatiques de Stockholm oµ elle a étudié de 2010 à 2013. Plus tard, elle obtient son MFA (Master of Fine Arts) de la Columbia University School of the Arts. Elle est également une ancienne élève de la Berlinale Talents et du Toronto International Film Festival Talent Lab,.
Son court métrage, Filip (2015), reçoit le prix du meilleur film d'action de moins de 15 minutes au Festival international des courts métrages de Palm Springs 2016. Son court métrage, Asunder (2015), est présenté en première au Festival international du film de Stockholm en 2015 et projeté lors du Festival du film de Telluride en 2016, où il est sélectionné par Barry Jenkins dans le cadre du programme "Calling Cards". Elle a également co-écrit le court métrage Entre tú y milagros (2020), qui remporte le prix Orizzonti du meilleur court métrage à la Mostra de Venise.
En 2022, Álvarez Mesén reçoit le prix Guldbagge de la meilleure réalisation et du meilleur scénario pour son premier long métrage Clara Sola, un film se déroulant au Costa Rica et dont le sujet est une femme de 36 ans qui s'est lancée dans un voyage pour se libérer des conventions socioreligieuses et affirmer sa sexualité,. Le film est nommé pour le prix Platino du meilleur premier long métrage et est sélectionné par le Costa Rica comme candidat pour l'Oscar du meilleur film international.

## Filmographie
Sauf indication contraire, les informations mentionnées dans cette section peuvent être confirmées par la base de données cinématographiques IMDb,  présente dans la section « Liens externes ».

### Réalisatrice
- 2011 : Inte blå (court métrage)
- 2015 : Filip (court métrage) - inclus en 2020  dans le programme The Swedish Boys
- 2015 : Asunder (court métrage)
- 2016 : Letting Go (court métrage)
- 2018 : Shelter (court métrage)
- 2018 : Molt (court métrage) - inclus en 2021 dans le programme Upon Her Lips: Heartbeats
- 2021 : Clara Sola
- 2023 : Three Women (série télévisée), épisode Sex on Drugs

### Scénariste
- 2011 : Inte blå (court métrage) d'elle-même
- 2015 : Filip (court métrage) d'elle-même
- 2015 : Asunder (court métrage) d'elle-même
- 2016 : Letting Go (court métrage) d'elle-même
- 2017 : Wölfe (court métrage) de Markus Wulf
- 2018 : Shelter (court métrage) d'elle-même
- 2018 : Submerged (court métrage) de Mariana Saffon
- 2020 : Entre tú y milagros (court métrage) de Mariana Saffon
- 2021 : Clara Sola d'elle-même

### Productrice
- 2011 : Inte blå (court métrage) d'elle-même
- 2015 : Filip (court métrage) d'elle-même
- 2016 : Letting Go (court métrage) d'elle-même
- 2016 : Grownups (court métrage) de Jonatan Etzler
- 2017 : Wölfe (court métrage) de Markus Wulf

## Distinctions
- (en) Nathalie Álvarez Mesén: Awards, sur l'Internet Movie Database